# Pókhálós őzlábgomba
A pókhálós őzlábgomba (Lepiota cortinarius) a csiperkefélék családjába tartozó, Európában és Észak-Amerikában elterjedt, lombos- és fenyőerdőkben élő, mérgező gombafaj. 

## Megjelenése
A pókhálós őzlábgomba kalapja 3-8 (10) cm széles, körüli átmérőjű, fiatalon harang alakú, később domborúan kiterül, középen púpos marad. Felszíne halvány vörösbarna, sárgásbarna, okkersárgás, amely a kalap növekedésével gyorsan apró, alig elkülönülő, koncentrikusan elhelyezkedő pikkelykékre szakadozik. Széle aláhajló, hamar eltűnő fátyol köti a tönkhöz, a kiterült kalap szélén pókhálószerű szálacskák maradhatnak belőle.
Húsa vastag, kemény, színe fehér. Szaga enyhe, kellemes; íze nem jellegzetes.
Sűrű, keskeny lemezei szabadon állók, a tönk körül árkot hagynak. Színük eleinte fehér, később krémszínű.
Tönkje 3-9 cm magas és 0,7-2 cm vastag. Alakja lefelé vastagodó, kissé bunkós. Kb. kátharmadánál múlékony szálakból álló galléröv lehet. A tövénél fakó, sárgásbarna pelyhek, pikkelykék, szálak díszítik.
Spórapora fehér. Spórája hosszúkás-tojásdad, vége csonkolt, mérete 7,5-10 x 3-4 µm.

### Hasonló fajok
A többi kis termetű, mérgező őzlábgombafajjal (húsbarnás őzlábgomba, gesztenye-őzlábgomba, büdös őzlábgomba, tüskés őzlábgomba) lehet összetéveszteni.  

## Elterjedése és termőhelye
Európában és Észak-Amerikában honos. Magyarországon ritka. 
Lombos és tűlevelű erdőkben (akácosokban, telepített fenyvesekben is) él, inkább az erdőszélen vagy a tisztásokon. Szeptember-októberben terem. 

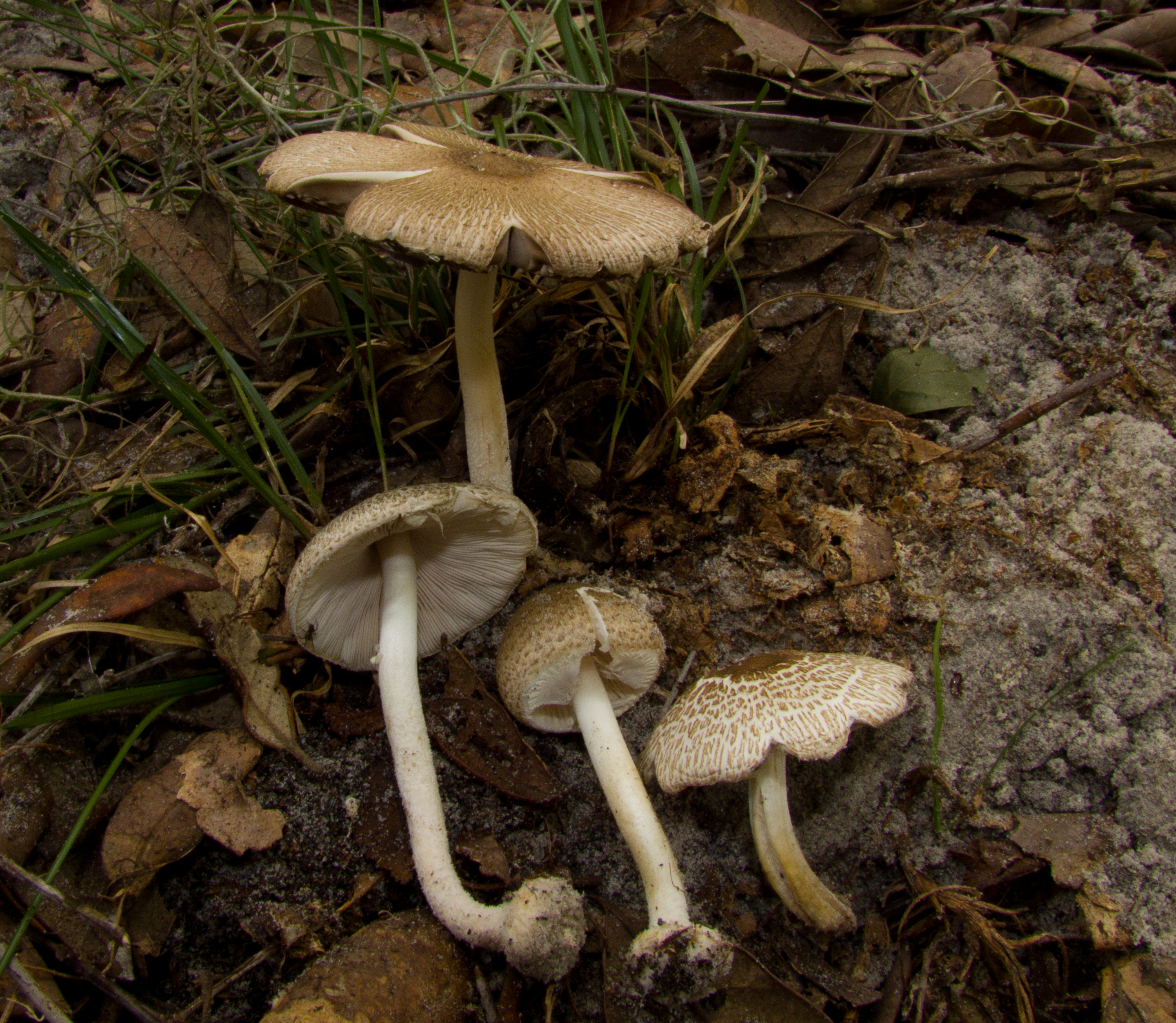
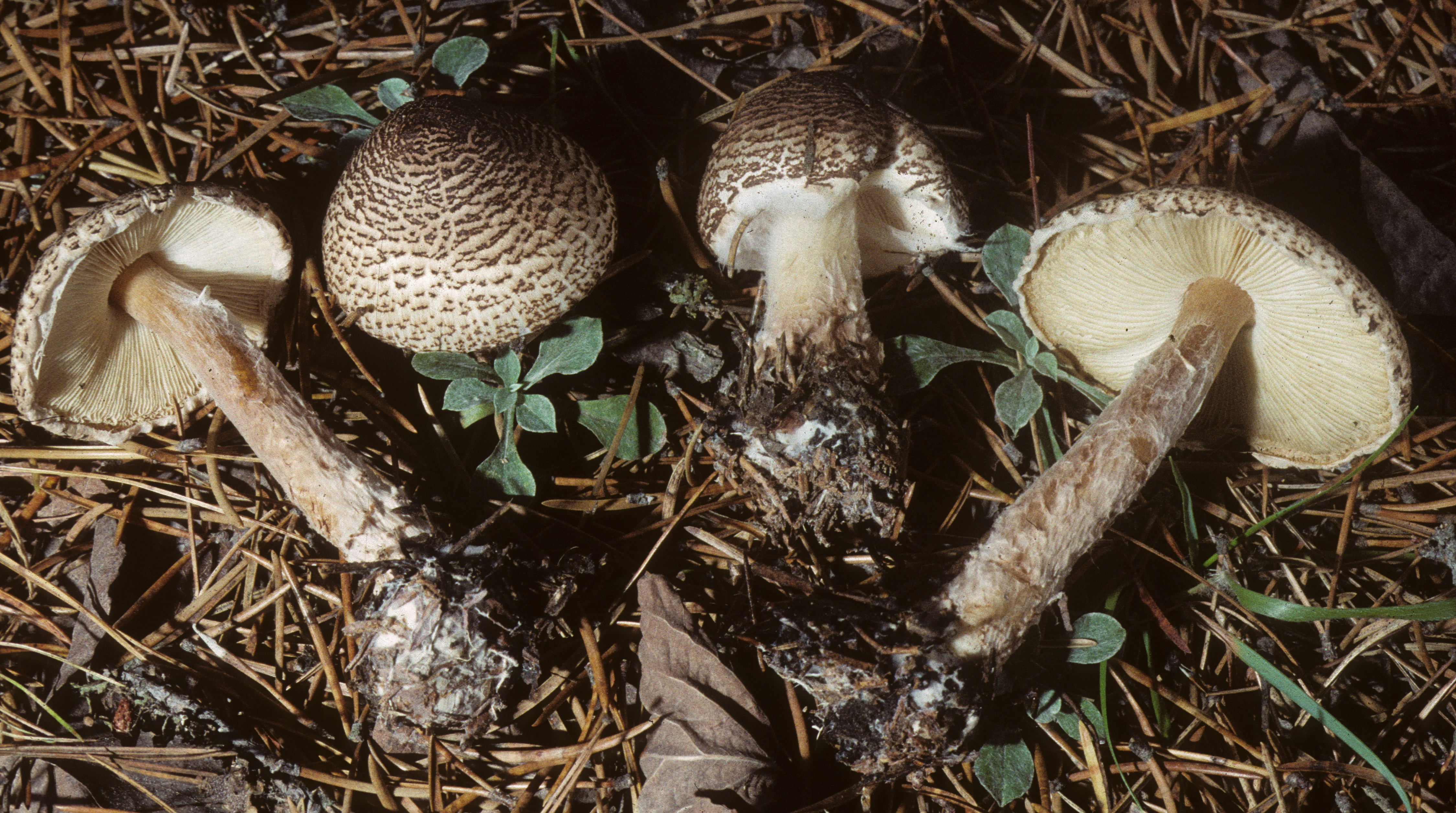
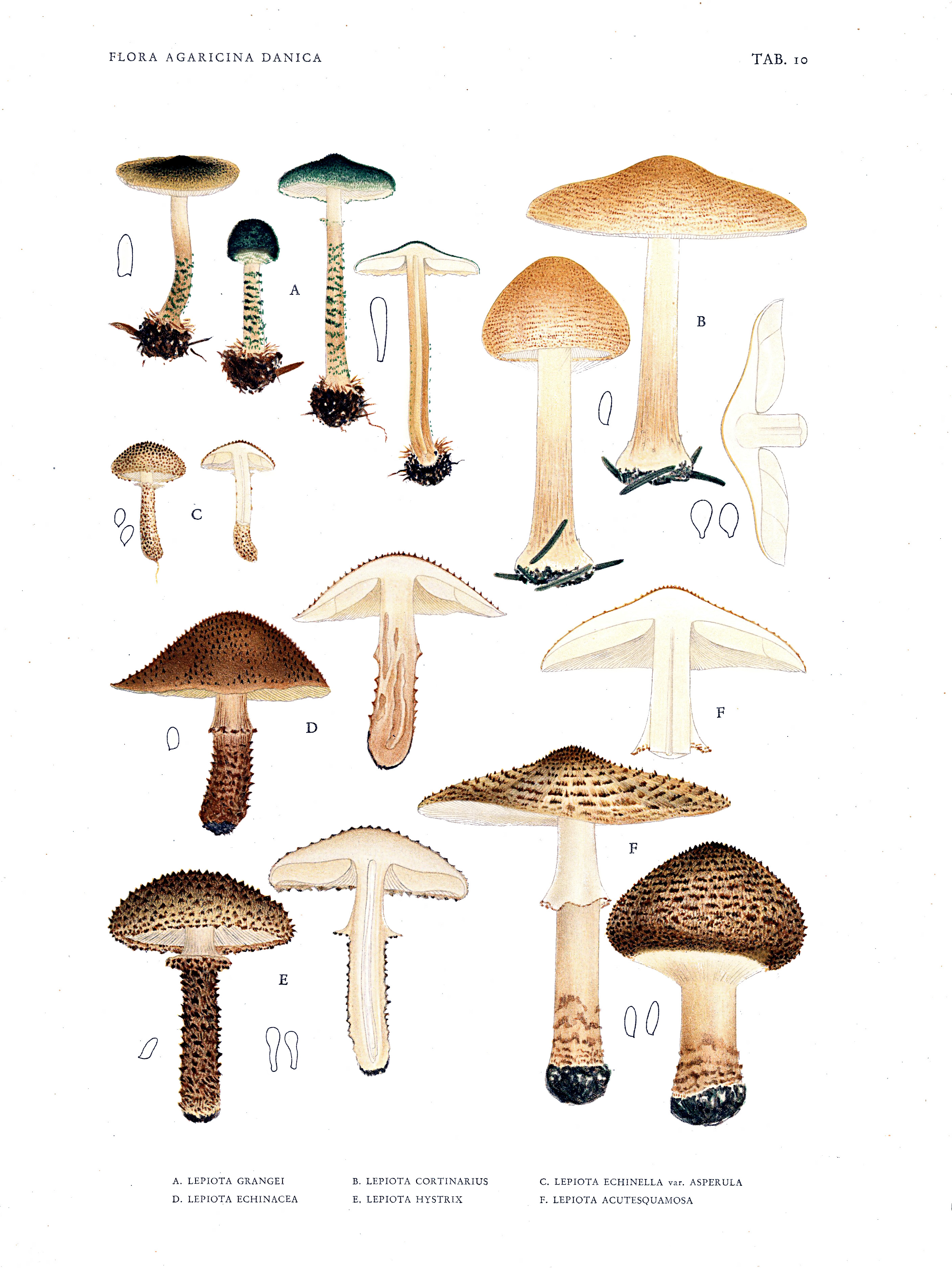

Mérgező.  